# Sennichite
Le sennichite ((千日手), littéralement « séquence de mille jours ») ou nulle par répétition est une règle du shogi, analogue à la règle des trois répétitions aux échecs, selon laquelle une partie est déclarée nulle si une même position (disposition identique des pièces sur le shogiban, mêmes pièces parachutables, même joueur ayant l'initiative, aucun roi n'est menacé de prise) se produit quatre fois au cours d'une partie,.

## Description
Lorsqu'une même position est répétée quatre fois, cela signifie que les joueurs sont dans une situation de statu quo qu'aucun des deux n'a intérêt à rompre, ce qui doit aboutir à une partie nulle.
Dans un tournoi de shogi à la différence des échecs, les parties nulles ne comptent pas et lorsque l'une d'elles se termine par un sennichite, une autre doit être recommencée en échangeant les camps et ce sans rajouter de temps à la pendule. Au niveau professionnel, rechercher le sennichite est donc une stratégie rare (moins de deux pour cent des parties jouées) qui a généralement pour but pour le joueur ne commençant pas la partie d'échanger les camps, ce qui lui donne un léger avantage sur son adversaire. Les ouvertures permettant d'atteindre un sennichite sont cependant peu nombreuses. Au niveau amateur, un sennichite se produit plutôt en milieu ou fin de partie dans des positions où aucun des deux joueurs n'arrive à exploiter le potentiel d'attaque de sa position.
Il est à noter que la règle du sennichite ne s'applique pas si l'un des rois est menacé de prise dans la position qui est répétée, auquel cas le joueur qui met son adversaire en échec est déclaré perdant. Un tsume shogi publié en 1997 a cependant montré que cette règle pouvait exceptionnellement aboutir à une contradiction avec la règle selon laquelle il est interdit de mater par un parachutage de pion. Ce genre de position étant exceptionnel, cela n'a pas entrainé de prise de décision officielle.

## Histoire
| 金 △ Koji Tanigawa |        |        |        |        |        |        |        |        |   |
| \| 9 \| 8 \| 7 \| 6 \| 5 \| 4 \| 3 \| 2 \| 1 \| \| \| \| \| \| \| \| \| \| \| \| a \| \| \| \| \| \| \| \| \| \| \| b \| \| \| \| \| \| \| \| \| \| \| c \| \| \| \| \| \| \| \| \| \| \| d \| \| \| \| \| \| \| \| \| \| \| e \| \| \| \| \| \| \| \| \| \| \| f \| \| \| \| \| \| \| \| \| \| \| g \| \| \| \| \| \| \| \| \| \| \| h \| \| \| \| \| \| \| \| \| \| \| i \| |        |        |        |        |        |        |        |        |   |
| ▲ Kunio Yonenaga 飛 , 金 , 銀 , 歩 x 4 |        |        |        |        |        |        |        |        |   |
| 9 | 8      | 7      | 6      | 5      | 4      | 3      | 2      | 1      |   |
| 9a. lg | 8a.    | 7a.    | 6a.    | 5a.    | 4a.    | 3a.    | 2a. ng | 1a. lg | a |
| 9b. | 8b.    | 7b.    | 6b.    | 5b.    | 4b.    | 3b. gg | 2b. kg | 1b.    | b |
| 9c. | 8c. hs | 7c.    | 6c.    | 5c.    | 4c.    | 3c. gg | 2c. pg | 1c. pg | c |
| 9d. pg | 8d.    | 7d.    | 6d. ns | 5d. pg | 4d. pg | 3d. pg | 2d.    | 1d.    | d |
| 9e. bg | 8e. ng | 7e.    | 6e. ps | 5e.    | 4e.    | 3e.    | 2e. ps | 1e. ps | e |
| 9f. | 8f. ps | 7f. ps | 6f. ss | 5f. ps | 4f.    | 3f. ps | 2f.    | 1f.    | f |
| 9g. ps | 8g.    | 7g.    | 6g.    | 5g.    | 4g.    | 3g.    | 2g.    | 1g.    | g |
| 9h. ks | 8h.    | 7h. sg | 6h.    | 5h.    | 4h.    | 3h.    | 2h.    | 1h. ls | h |
| 9i. ls | 8i. ns | 7i.    | 6i.    | 5i.    | 4i.    | 3i.    | 2i. rs | 1i.    | i |

### Première règle connue de sennichite
La première règle de répétition connue est due à Sōko Ōhashi (ja), Meijin de 1635 jusqu'à sa mort en 1654 : le joueur commençant la répétition perd la partie.

### Règle antérieure à 1983
Avant d'être modifiée en mai 1983, la règle du sennichite était définie par la triple répétition d'une séquence de coups et non la quadruple répétition d'une position ; la règle a été changée à la suite d'une partie jouée le 8 mars 1983 entre Kunio Yonenaga et Kōji Tanigawa. En effet lorsqu'il est possible de recréer une même position au moyen de deux séquences A et B différentes il est possible de construire une séquence de taille infinie (par exemple la suite de Prouhet-Thue-Morse {\displaystyle \mathrm {ABBABAABBAABABBA} \dots }) qui répète indéfiniment la même position sans jamais réutiliser trois fois de suite le même motif. Dans la partie jouée ce jour-là, Tanigawa est en difficulté et cherche à forcer le sennichite mais Yonenaga parvient à différer aussi longtemps qu'il veut la fin de la partie en créant une séquence de répétition infinie (grâce à deux motifs qui commencent par le parachutage d'un général d'or en h8 et un commençant par un général d'argent en g8). Il joue la séquence infinie le temps de trouver un coup qui force la victoire ; comprenant cela Yonenaga finit par rompre lui-même la répétition 60 coups plus tard, et perd la partie.